# Raffaele Perla
Raffaele Perla (Santa Maria Capua Vetere, 23 novembre 1858 – Roma, 8 dicembre 1936) è stato un magistrato e politico italiano.

## Biografia

### Origini e formazione
Il padre Luigi era avvocato in Lusciano; la moglie Maria Giulia, nata nel 1865, era figlia di Nicola Perla (omonimo), noto medico alienista del XIX secolo e di Sofia Bosco, figlia di Giuseppe Maria Bosco, presidente della Corte d'appello di Napoli; suo zio acquisito era Giacinto Bosco, presidente del tribunale di Terra di lavoro, nonno del futuro ministro Giacinto Bosco.
Iscritto poco più che diciassettenne alla facoltà di diritto dell'Università di Napoli, dove è allievo di De Sanctis, di Settembrini e di Spaventa, si afferma subito come autore di importanti lavori sia in campo giuridico che letterario. Sono di questo periodo un commento, in latino, sul De Legibus di Cicerone, e due ampie monografie "La legislazione normanna-sveva" e "Il Regno di Guglielmo I di Sicilia".

### L'attività forense e l'ingresso in magistratura
Laureatosi nel 1879, a soli 21 anni, inizia l'attività forense, e nel contempo pubblica "Le Assise dei Re di Sicilia", "Il diritto Longobardo negli usi e nelle consuetudini delle città del Napoletano" e "Del diritto romano giustinianeo nelle provincie meridionali d'Italia prima delle Assise Normanne": sono pubblicazioni che, oltre ad affermarlo come uno dei maggiori studiosi italiani della storia del diritto, gli valgono il conferimento della cattedra di Storia del diritto nell'Università di Napoli "Federico II".
Lasciata la libera professione, entrò nella magistratura italiana, divenendo giudice nel Tribunale di Napoli, pubblicando ancora due importanti volumi "La città di Santa Maria Capua Vetere e la sigla S.P.Q.C." e "Capua Vetere". Per la sua attività venne scelto da Giuseppe Zanardelli all'Ufficio legislativo del Ministero dove fu tra i principali elaboratori, tra l'altro, del codice Zanardelli, ed estensore del Codice della Navigazione. Nel 1891 vince il concorso al Consiglio di Stato dove è prima giudice referendario della IV Sezione presieduta da Silvio Spaventa, e ne diventa poi Presidente.

### L'attività politica, gli ultimi anni e la morte
Eletto deputato al Parlamento nel 1900 e nominato senatore nel 1909, nel 1916 diviene Presidente del Consiglio di Stato rimanendo tale fino al 1928; insignito del titolo di Conte, nel 1923 diviene Vice Presidente del Senato. In quel consesso, è Presidente della Commissione d'accusa presso l'Alta Corte di Giustizia, Presidente dell'Ufficio Centrale per l'esame del disegno di legge sulla riforma della rappresentanza politica, vice Presidente della Commissione parlamentare sui codici, Vice Presidente del consiglio dell'Ordine Mauriziano. Venne collocato a riposo per limiti di età il 23 novembre 1928, conservando il titolo onorifico di Presidente del Consiglio di Stato e venne insignito da Santi Romano con una medaglia d'oro; morì a Roma l'8 dicembre 1936 e le esequie si tennero, per sua volontà, in forma strettamente privata.

## Incarichi ricoperti
È altresì Presidente del Comitato Superiore amministrativo per le colonie, Presidente della Commissione per il riordino della finanza locale e Presidente della Commissione per il progetto di legge sull'assicurazione obbligatoria contro le malattie, nonché membro della Commissione per lo studio e le proposte di modificazione alla legislazione amministrativa, della commissione d'inchiesta per la pubblica istruzione, della Commissione di statistica e legislazione presso il Ministero della Giustizia. Ancora, è Giudice del Tribunale supremo di guerra e di marina, del contenzioso diplomatico e Vice Presidente della Giunta araldica.

## Riconoscimenti
- Alla sua morte gli sono state intitolate una strada in Lusciano, paese di origine della sua famiglia (di fronte alla casa comunale), nonché una strada ed una scuola in Santa Maria Capua Vetere dove gli è stata dedicata una imponente commemorazione durante la quale, all'inaugurazione della nuova sede del tribunale, è stata ivi apposta una lapide in suo onore.
- È citato nella Enciclopedia Britannica, nella Rizzoli-Larousse e nella Treccani[3] e nell'anno 2011 fu tra le figure ricordate per i 180 anni del Consiglio di Stato in Roma.